# 賤機山古墳

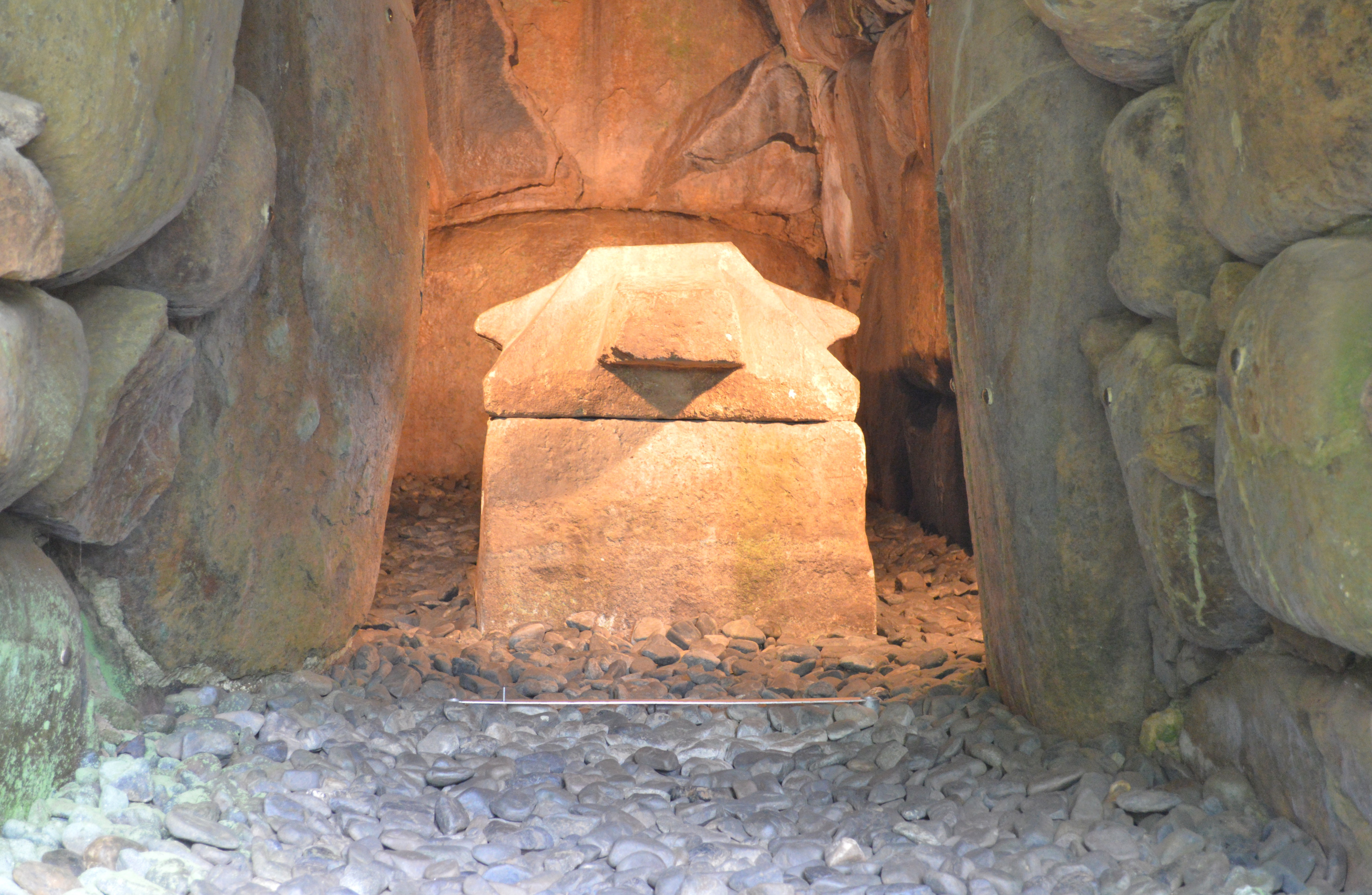
石室内部と家形石棺

墳丘模型（古墳前展示）

賤機山古墳（しずはたやまこふん）は、静岡県静岡市葵区宮ヶ崎町の静岡浅間神社境内にある円墳。賤機山に造営された賤機山古墳群の3号墳にあたり、国の史跡に指定されている。

## 概要
駿府城西北にある静岡浅間神社の境内にあり、大歳御祖神社の本殿裏（北側）に位置する。墳丘は賤機山の南端の斜面を利用して造られており、直径は約32メートル・高さは約7メートルの円墳で、埋葬施設として横穴式石室を持ち内部に家形石棺が置かれている。古墳の築造時期は6世紀後半とみられている。
石室は両袖式で、玄室部の長さは約6.5メートル・奥壁部高さ3.8メートル・奥壁幅約2.6メートル、羨道部は長さ6.4メートル、高さ約1.7メートル、幅約1.2メートルである。玄室奥から墳丘裾の外護列石まで（横穴式石室の長さ）13.2メートルある。石室用材は賤機山丘陵から安倍川下流右岸にかけて分布する玄武岩である。
石棺は家形石棺で長さ約2.9メートル・幅約1メートルで伊豆産の凝灰岩をくり抜いて造られており、長辺側に3対（6個）と短辺側に1対（2個）の縄掛け突起がある。

## 発掘調査
本古墳について近世後期に著された駿河国の地誌『駿河国志』に、明和年間（1764年 - 1772年）のこととして、石室内や家形石棺の様子や大刀などについての所見が記されている。
1949年（昭和24年）に後藤守一、斎藤忠らにより発掘調査が行われ、縄かけ突起を有する大型の家形石棺内部は盗掘を受けていたが、その周囲から金銅製の冠帽金具、土師器、須恵器、挂甲、馬具、武具、装身具類などが多数出土し、古墳時代後期を代表する横穴式石室古墳であることが分かった。
1953年（昭和28年）に国の史跡に指定された。古墳の出土品や実物から型取りしてつくられた石棺の複製品は静岡市文化財資料館に展示されていた（2021年12月閉館）。

## 見学・アクセス
古墳は復元整備されており、墳丘・石室の模型や詳しい解説板も置かれている。石室内部には入ることはできないが石室内は照明されており、扉越しに外部から石棺などを観察することができる。照明時間は午前8時から午後6時まで。
JR静岡駅北口からバス。5番線から駿府浪漫バスにて浅間神社前下車、又は9番線から安倍線・美和大谷線にて『赤鳥居 浅間神社入口』下車すぐ。